# Детский дом № 1
Детский дом № 1 — населенный пункт в Вышневолоцком городском округе Тверской области.

## География
Находится в центральной части Тверской области на расстоянии приблизительно 18 км по прямой на северо-запад от вокзала железнодорожной станции Вышний Волочёк у восточного берега озера Имолжинское.

## История
На карте 1825 года здесь уже был отмечен населённый пункт Острова. В 1859 году здесь (усадьба Остров или Фёдоровское Вышневолоцкого уезда) было учтено три двора. В конце XIX — начале XX века здесь размещалась усадьба тверского губернатора князя А. А. Ширинского-Шихматова. При усадьбе имелась Успенская церковь. До недавнего времени здесь размещались «Вышневолоцкая специальная (коррекционная) общеобразовательная школа-интернат VIII вида для обучающихся, воспитанников с ограниченными возможностями здоровья», и с 2005 года — Государственное казенное общеобразовательное учреждение «Вышневолоцкая школа-интернат № 1». До 2019 года населённый пункт входил в состав ныне упразднённого Коломенского сельского поселения Вышневолоцкого муниципального района.

## Население
Численность населения составляла 23 человека (1859 год), 55 (русские 96 %) в 2002 году, 53 в 2010.